# Mission: Possible – Diese Kids sind nicht zu fassen!
Mission: Possible – Diese Kids sind nicht zu fassen! ist ein US-amerikanischer Kinder- und Jugendfilm aus dem Jahr 2004.
Dieses Remake entstand aufgrund des großen Erfolges von Kletter-Ida. Im Artikel Kletter-Ida findet sich auch eine ausführliche Analyse und ein Vergleich von beiden Versionen des Films. 

## Inhalt
Da die Handlung und die Dialoge von Mission: Possible – Diese Kids sind nicht zu fassen! in größeren Teilen identisch mit Kletter-Ida sind, wird hier nur auf die Unterschiede eingegangen.

### Einleitung
Gleich am Anfang des Films stürzt Maddy beim Klettern am Wasserturm fast ab. Es ist ihr dabei niemals gelungen, ganz bis aufs Dach des Wasserturms zu kommen. Zudem ruft ihre Mutter sie beim Klettern an und es entsteht ein Streit mit ihr.
In der Bank gibt es neben der Rolle des Bankdirektors noch einen Assistenten namens Hartmann. Der Bankdirektor beschwert sich bei Maddys Mutter über das Sicherheitssystem, weil dies noch nicht fertig installiert ist. 
Maddys Freund Gus verschickt keine Videobotschaft an seine Eltern. 

### Hauptteil
Nachdem der Vater von Maddy schwer erkrankt ist, telefoniert Maddys Mutter nicht nur mit verschiedenen Banken, sondern spricht auch persönlich beim Bankdirektor der Bank vor, für das sie das Sicherheitssystem installiert. Der Bankdirektor lehnt den Kredit ab mit den Worten: „Eine Bank hat kein Herz, nur Scheine in einem Tresor.“
Bei den Vorbereitungen zu dem Einbruch hilft unfreiwillig der Assistent des Bankdirektors mit anstatt des Bankdirektors. Als Maddy beim Klettern zum Tresor kurz vor dem Ziel ist, verklemmt sich ihr Sicherungsseil. Daraufhin klettert sie ungesichert zum Tresor hinauf. Etwas Ähnliches war ihrem Vater passiert. Kurz vor dem Gipfel des Mount Everest ist er auch ungesichert aufgestiegen und dann abgestürzt.
Erst als Maddy am Tresor angekommen ist, merkt sie, dass das Passwort vom Assistenten des Bankdirektors nicht beim Tresor funktioniert. Das Masterpasswort ihrer Mutter ist ihr vollständiger Name Madline. Maddy findet das Geld im Tresor und nicht erst später in einem anderen Raum. Zudem bricht sie auch nicht erschöpft im Safe zusammen.
Auf der Flucht werden die Kinder ebenfalls von Gus’ Bruder und dem Wachmann gestellt. Gus’ Bruder schaltet den Wachmann aus, um sich vor seinem Bruder als Retter und Beschützer darzustellen. Um besonders lässig zu wirken, spielt er mit dem Elektroschocker und befördert sich damit selbst in die Bewusstlosigkeit.

### Schluss
Am Ende des Films werden alle drei Kinder gemeinsam im Krankenhaus gefasst. Maddys Mutter kommt zwar auch zum Krankenhaus, aber in Begleitung von Bankangestellten und der Polizei. Diese hat sie selbst dorthin geführt. Sie löst die Geschichte dadurch auf, dass die Kinder angeblich den Einbruch als Test für das Sicherheitssystem gemacht hatten. Da der Bankdirektor trotz des Widerspruchs von Maddys Mutter eine Betriebsfeier hat stattfinden lassen, wird diesem gekündigt. 
Maddy eröffnet mit ihrer Mutter und mit ihren Freunden wieder die Go-Kart-Bahn, um Geld einzunehmen, mit dem sie die Operation finanzieren können. Sie sind überrascht, als die Bevölkerung, die aus dem Fernsehen von dem Schicksal von Maddys Vater gehört hat, darauf besteht, ein Vielfaches des normalen Eintrittspreises zu bezahlen. Zwar reicht das Geld nicht, aber Mr. Hartmann, der ehemalige Assistent des Direktors und neuer Bankdirektor, gibt einen Scheck von 50.000 $ für die 250.000 $ teure Operation dazu und gewährt den Rest nun als Kredit.

## Entstehungsgeschichte
Amerikanische Remakes von erfolgreichen europäischen Filmen haben eine lange Tradition, da in den USA ausländische Filme nicht synchronisiert werden und die meisten amerikanischen Zuschauer Filme aus den USA bevorzugen.
Während Kletter-Ida ein Budget von umgerechnet 2,2 Millionen Dollar hatte, lag das Budget von Mission: Possible – Diese Kids sind nicht zu fassen! bei 18 Millionen Dollar. Das höhere Budget wurde hauptsächlich für aufwendige Computeranimationen verwendet. Die trotz des geringeren Budgets aufwendigen Aktionssequenzen, für die Kletter-Ida einen Robert Preis für Spezial-Effekte erhielt, sind dagegen beim amerikanischen Remake deutlich kürzer umgesetzt.

## Kritiken
„Dass Hollywood seit geraumer Zeit an akuter Ideenarmut krankt, ist keine neue Erkenntnis. Deswegen stehen Remakes erfolgreicher Produktionen bei den großen Studios von jeher hoch im Kurs. Independent-Regisseur Bart Freundlich („World Traveler“) versucht sich nun an Hans Fabian Wullenwebers dänischem Kinderfilm-Hit „Kletter-Ida“, versteigt sich dabei aber in Hollywood-Konventionen, die jeglichen Charme des Originals konsequent vermissen lassen. Immerhin ist sein Action-Abenteuer „Mission: Possible“ handwerklich solide und für die jungen Besucher wenigstens mittelprächtig unterhaltsam.“ 

  Carsten Baumgardt, filmstarts.de 
„Der Regisseur: Bart Freundlichs Hollywood-Remake des tollen dänischen Kinderfilms "Kletter-Ida", der sich pfiffig bei "Mission: Impossible" und klassischen Tresorknackerfilmen bediente, ist schlicht überflüssig. Sein Film wirkt, als hätten sich alle Beteiligten ihrer Aufgaben möglichst schnell entledigen wollen. Atemlos hetzt er durch die Handlung, lässt sich nicht einmal Zeit, seine Hauptfiguren, das Kinder-Trio, angemessen vorzustellen. Fast alle Nebenfiguren mutieren zu Knallchargen. Der ernste Kern der Geschichte wird so bedenkenlos vordergründigem Klamauk geopfert.“

  JÖRG BRANDES, Hamburger Morgenpost 
„Ein unterhaltsames Kinovergnügen für Kids und Teenager – spannend und modern inszeniert.“

  Jens Friebe, movie_spotlight 
„Mission Possible hat durchaus die Anlagen zu einem sympathischen, streckenweise gar spannenden Jugendfilm. Die Darsteller unterscheiden sich wohltuend vom werbefilmtauglichen Hollywood-Durchschnitt. Schade nur, dass die US-Version statt ihrer Figuren lieber der Zielgruppe gerecht werden will und dabei zu sehr auf Hightech-Optik, oberflächliche Dialoge und unnötiges Pathos im Finale setzt.“

  Aus der Berliner Morgenpost vom 10. Juni 2004 